# Kuninkaala
Kuninkaala  est un quartier du district de Tikkurila de Vantaa en Finlande,.

## Description
Située au sud de Tikkurila, Kuninkaala est une bande étroite entre la Ligne d'Helsinki à Tampere et la Lahdenväylä.
Au nord, Kuninkaala est bordé par les quartiers d'Hakkila et de Jokiniemi, au sud par Helsinki, dont les quartiers voisins sont Puistola et Heikinlaakso.
Le Kehä III traverse Kuninkaala dans la direction est-ouest et Vanha Porvoontie dans la direction sud-nord.
L'habitat actuel de Kuninkaala est constitué principalement de maisons individuelles et plus de 60% des logements sont occupés par leur propriétaire.
Parmi les quartiers du district de Tikkurila, Kuninkaala compte le plus grand nombre de familles avec enfants.
L'habitat est concentré dans trois zones : Heidehof, Kuusikko et Hakkilankallio.
Les immeubles résidentiels sont concentrés dans une petite zone le long de la voie ferrée, du côté sud de l'ancienne colline du village.
Le siège social et l'usine de peinture de Tikkurila Oyj sont situés dans la partie ouest de Kuninakaala, du côté de Tikkurila.
La rivière Tikkurilankoski s'écoule près de l'usine de peinture.
Sur sa rive sud se trouve le parc Väritehtaanranta.
Au sud de Kuusikko, de l'autre côté du Kehä III, se trouve la réserve naturelle Kalkkikallio de 18,7 hectares, connue, entre autres, pour ses grottes naturelles,.
Le sommet de la zone rocheuse s'élève à près de 65 mètres d'altitude.

## Transports
La zone est reliée à plusieurs sorties du Kehä III.
Kuninkaala est desservi par la gare de Tikkurila.
Une liaison directe par bus via le centre commercial Jumbo mène jusqu'à Myyrmäki.
Des liaisons directes en bus depuis Kuusikko et surtout Vanhalta Porvoontie vers le centre-ville d'Helsinki et Leppävaara.
La ligne de tramway 570  longe Kyytitie jusqu'à Tikkurila, et son itinéraire comprend un arrêt appelé Kuusikko à l'intersection des rues Kyytitie, Kanervantie et Sammaltie.

## Galerie

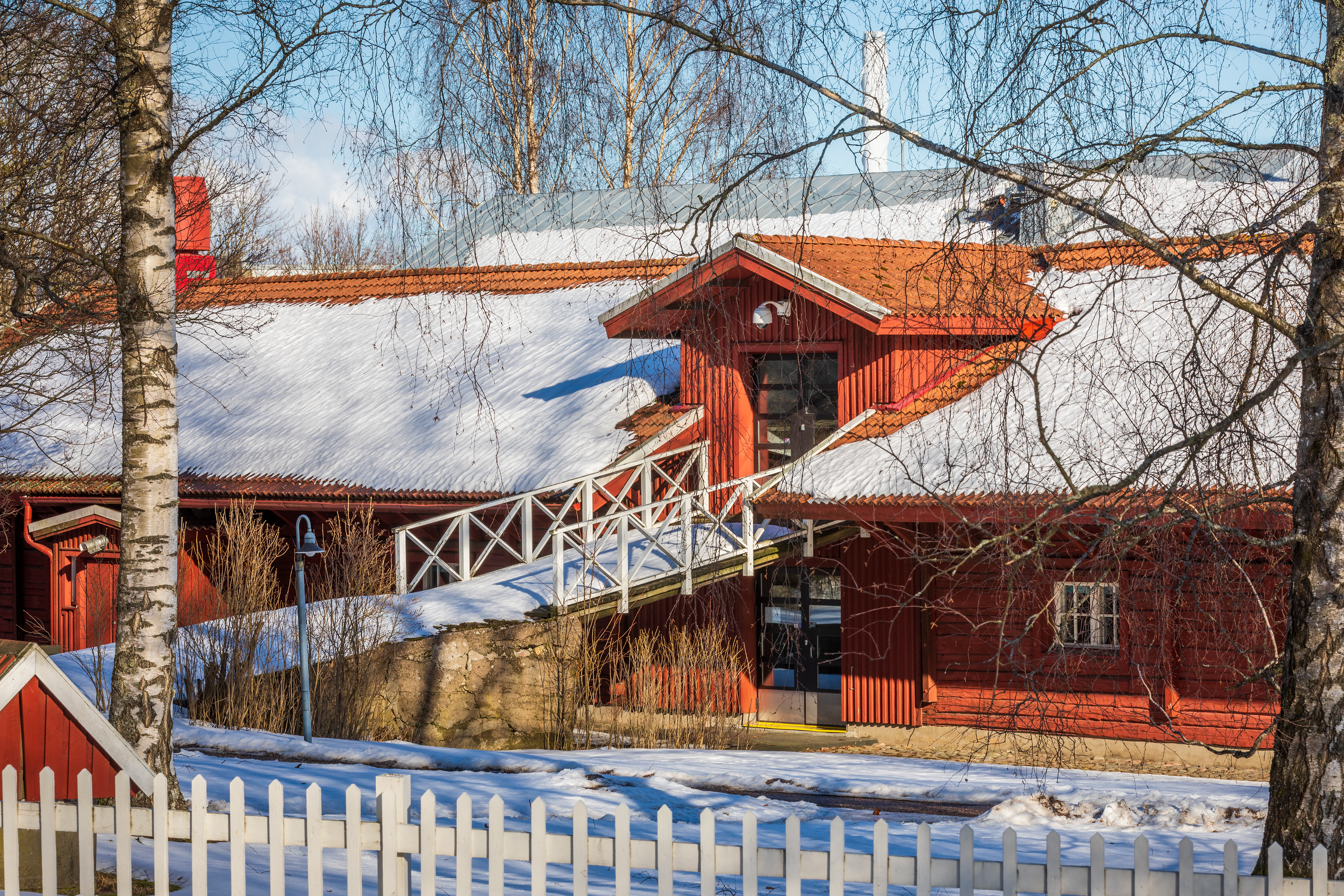
Anciennes grange et écurie.
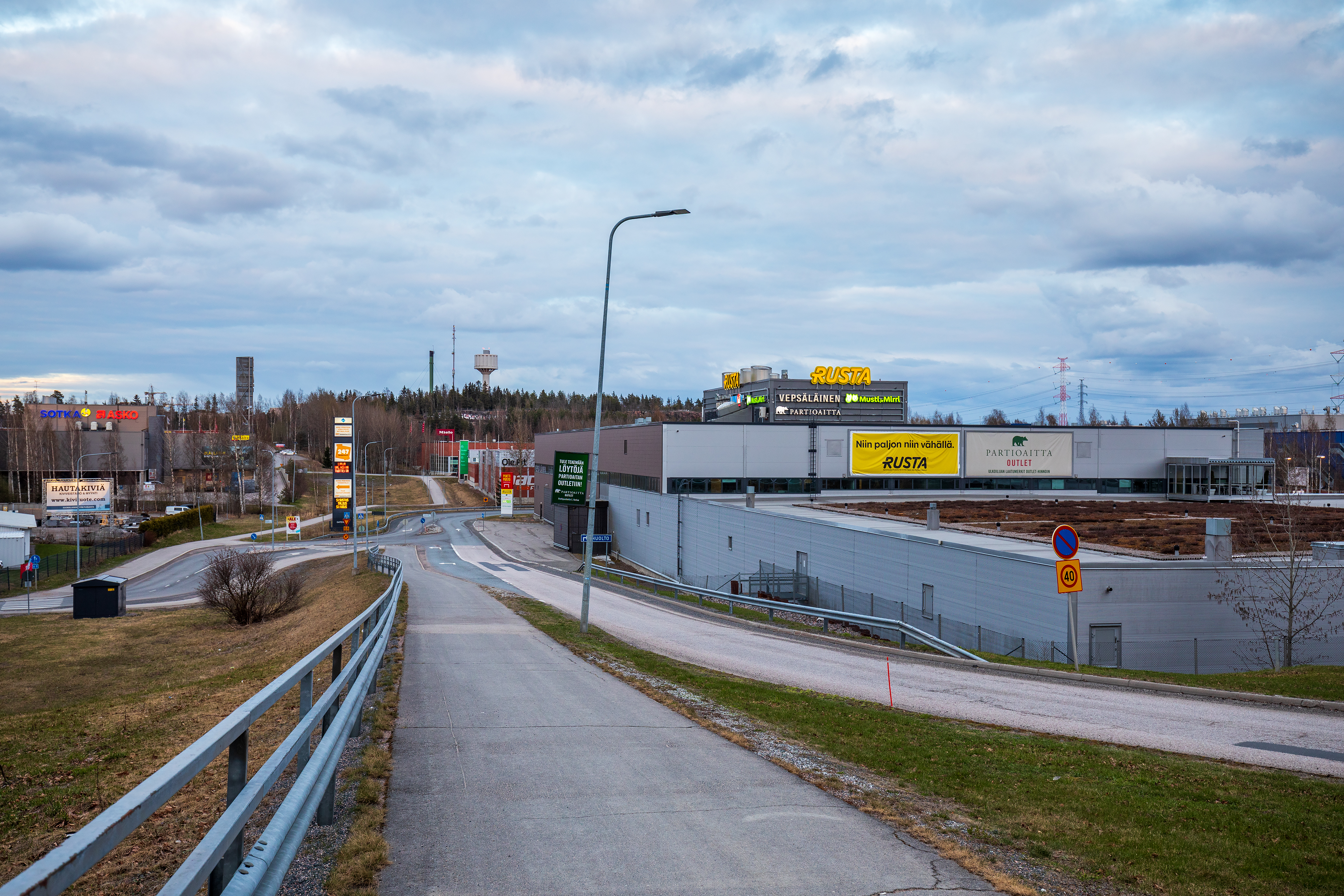
Parc de Porttipuisto.
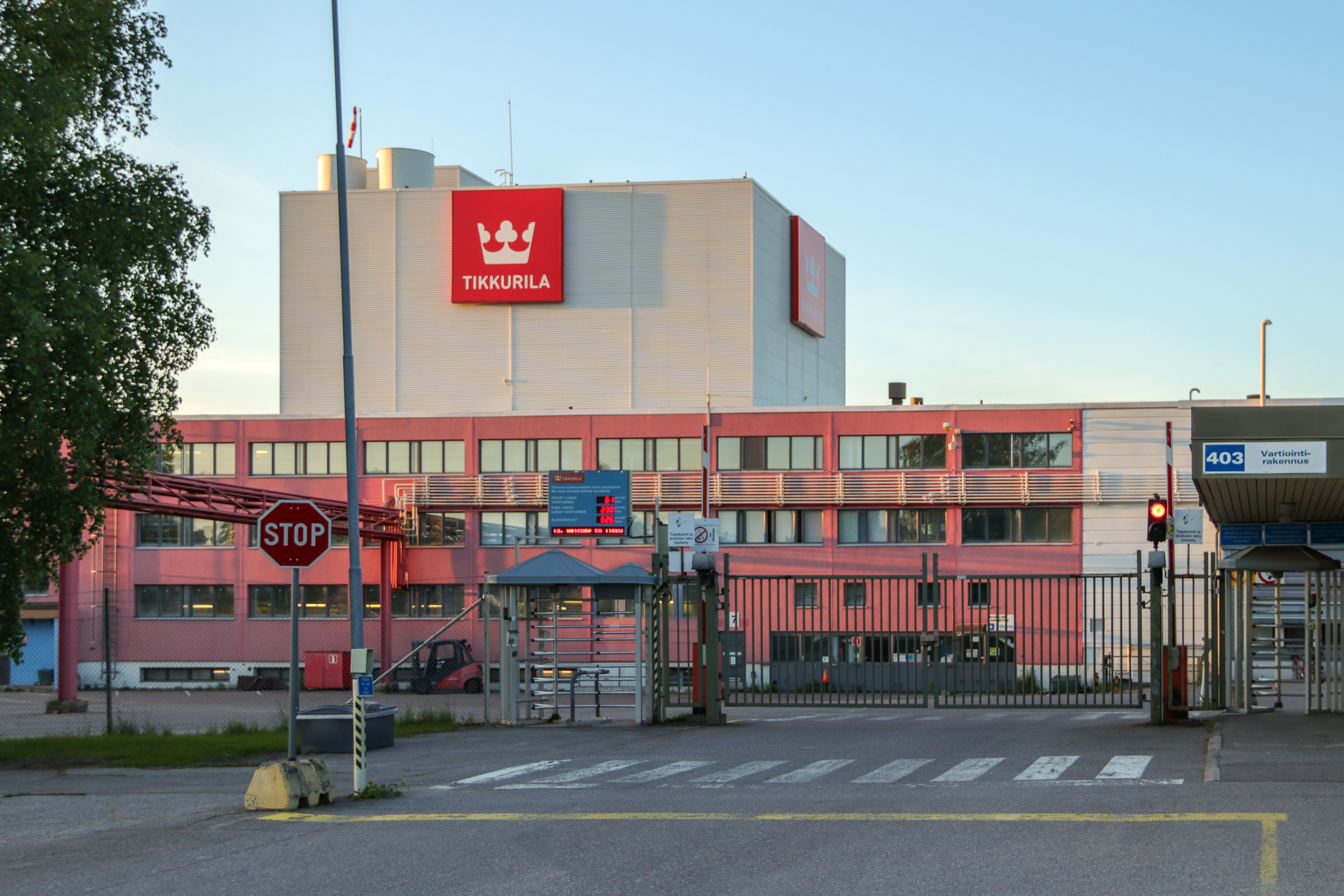
Entrée de l'usine de peinture Tikkurila.
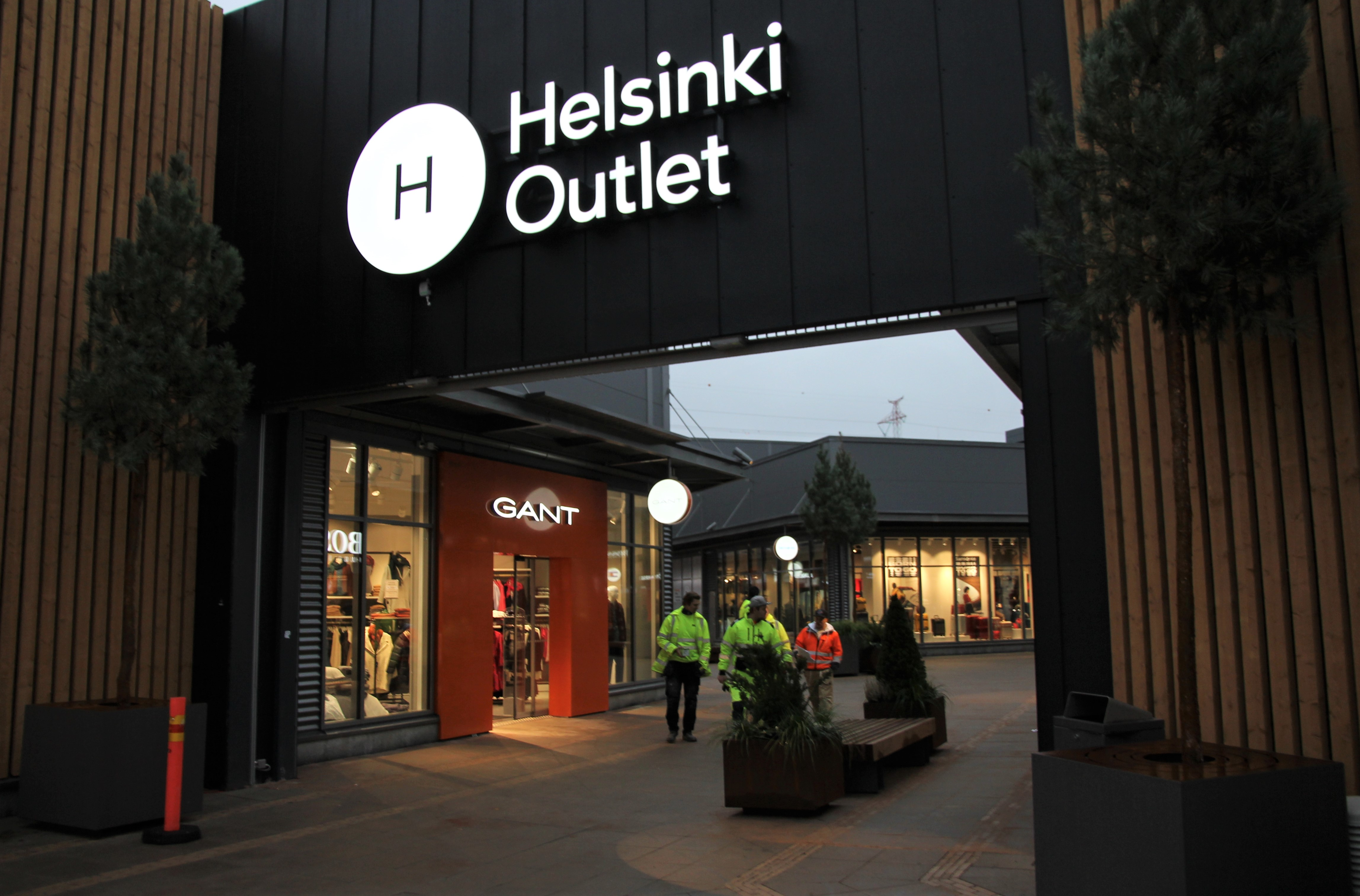
Centre commercial au sud du Kehä III.
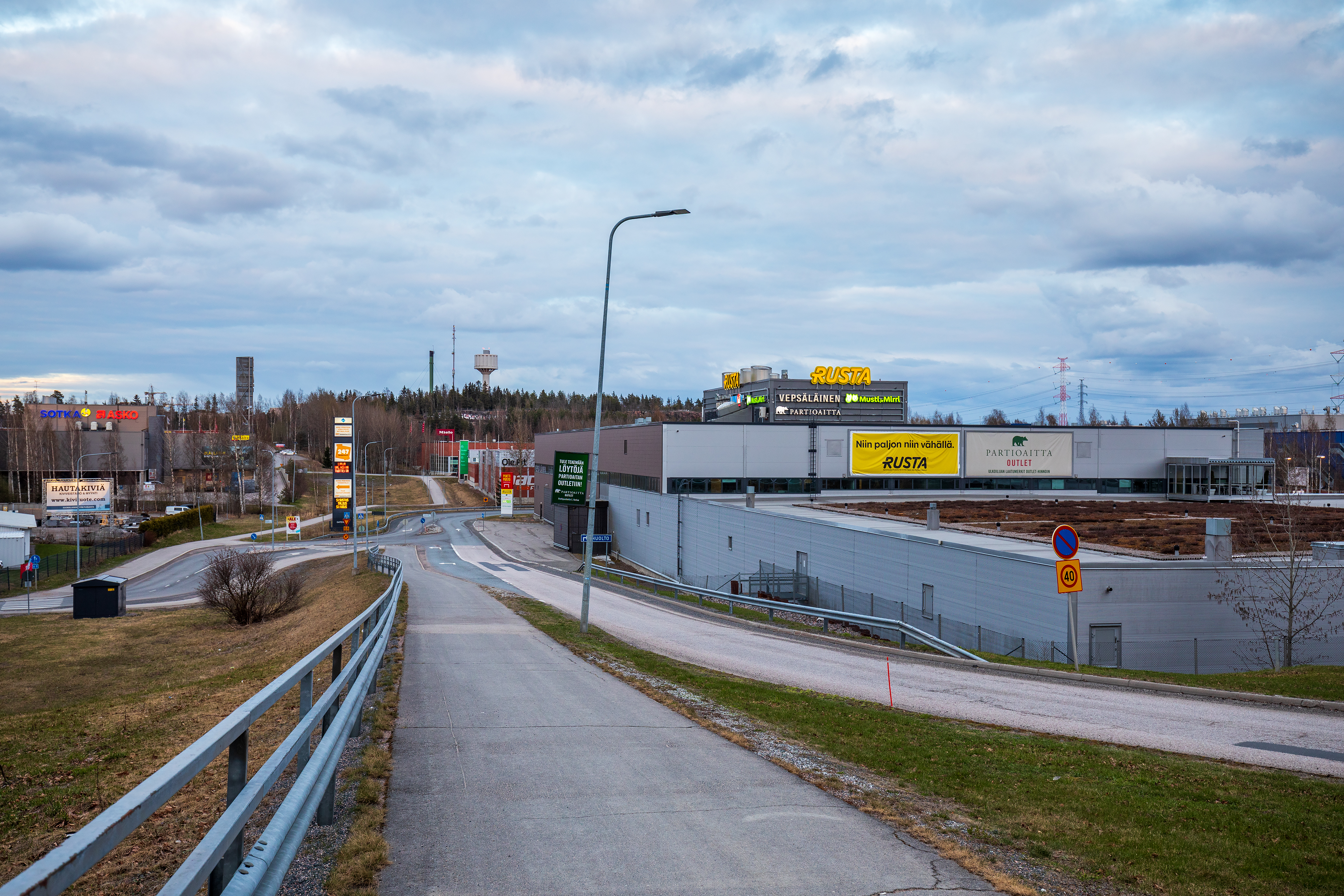
Piste piétonne et cyclable vers Porttipuisto.